# Philodendron venustifoliatum
Philodendron venustifoliatum là một loài thực vật có hoa trong họ Ráy (Araceae). Loài này được E.G.Gonç. & Mayo mô tả khoa học đầu tiên năm 2000.